# Christine Akoa Bengono
Christine Akoa Bengono est une boxeuse camerounaise née le 22 juin 1991 à Yaoundé.

## Carrière
Aux championnats d'Afrique féminins de Yaoundé en 2010, elle remporte la médaille d'or dans la catégorie des moins de 48 kg.
Elle est médaillée d'argent dans cette même catégorie aux championnats d'Afrique de Brazzaville en 2017 et médaillée de bronze dans la même catégorie aux Championnats d'Afrique de boxe amateur 2022 à Maputo.